# Altar

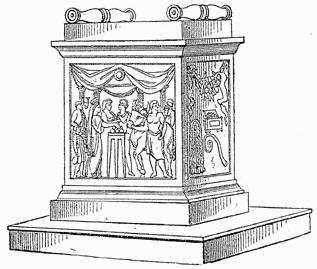
Altar antic

Altarul (în greacă βημα; în latină ara; în latina ecleziastică: altare) este un loc destinat închinării zeităților sau lui Dumnezeu în diferite religii. Pe altar se aduceau sacrificii zeilor, împodobirea cu diferite sculpturi a altarului arată adorarea Divinității de către credincioși.

## Istoric

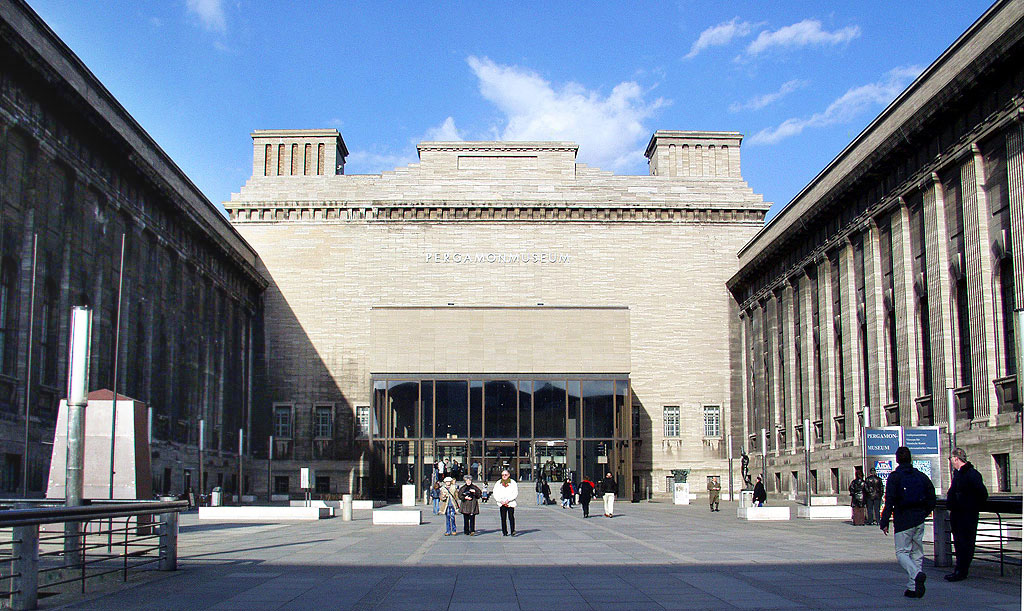
Muzeul Pergamon din Berlin

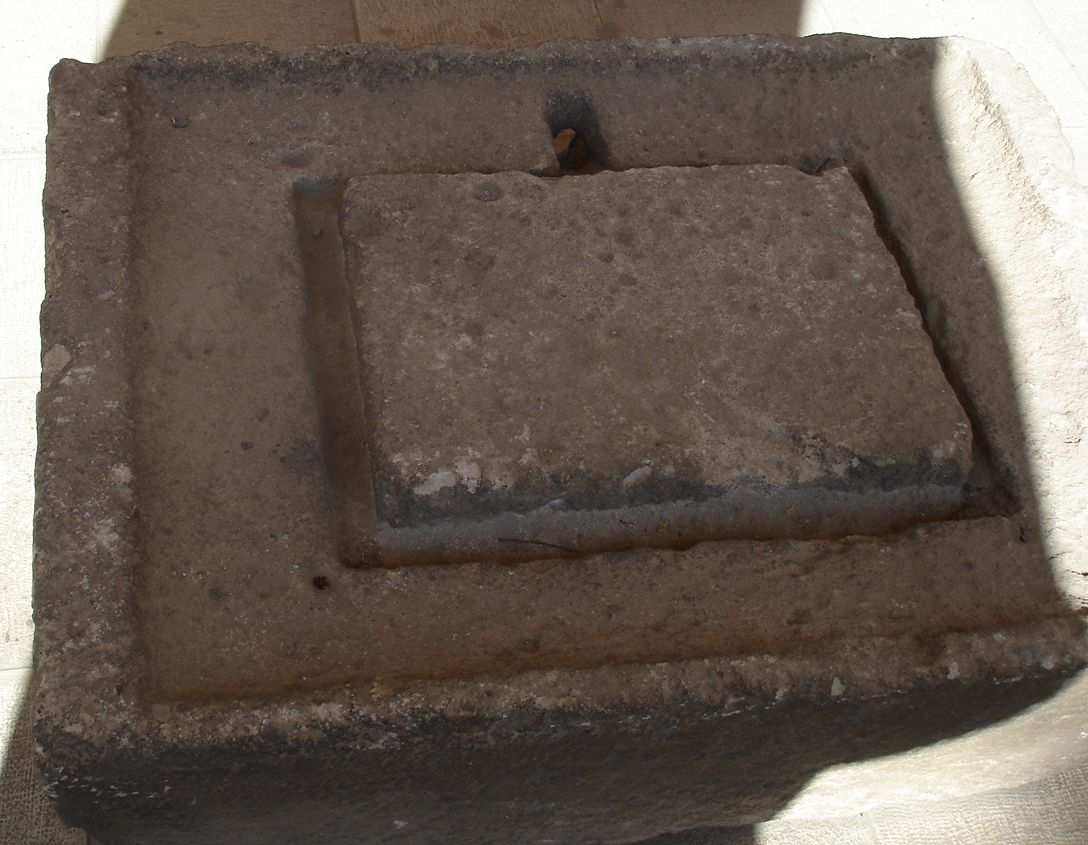
Altar de piatră pentru sacrificii. Se observă canalul de colectare şi orificiul de evacuare a sângelui. (Lapidariul Catedralei Reîntregirii Neamului din Alba Iulia)

Cele mai vechi altare prezintă de obicei o platformă relativ netedă, pe margine având pietre de forme neregulate. Acest tip este urmat de altare cu un stâlp unde era legată victima sacrificării. În unele religii, în afară de animale se sacrificau și oameni, de exemplu la azteci. Ulterior apar altarele ca un perete, fiind amplasate în clădiri sau și în peșteri artificiale.
Abia în cultura religioasă când apare templul ca loc de cult, ca de exemplu pe insula Malta, apar altare sub formă de masă sau și alte forme cum ar fi forma de vatră de foc. Un altar mare (198 × 23 m) de acest gen a fost descoperit în Siracuza.
Aceste altare vechi se deosebesc de altarele creștine prin faptul că permiteau arderea victimei sacrificate zeului, un astfel de altar este altarul din orașul antic grecesc Pergamon, de mulți ani expus la un muzeu special din Berlin.
În istoria romano-etruscă, pe locurile unde se depuneau cadavrele se făceau inscripții (în cadrul cultului morților), obicei care este preluat mai târziu prin inscripțiile de pe morminte.

## Creștinism

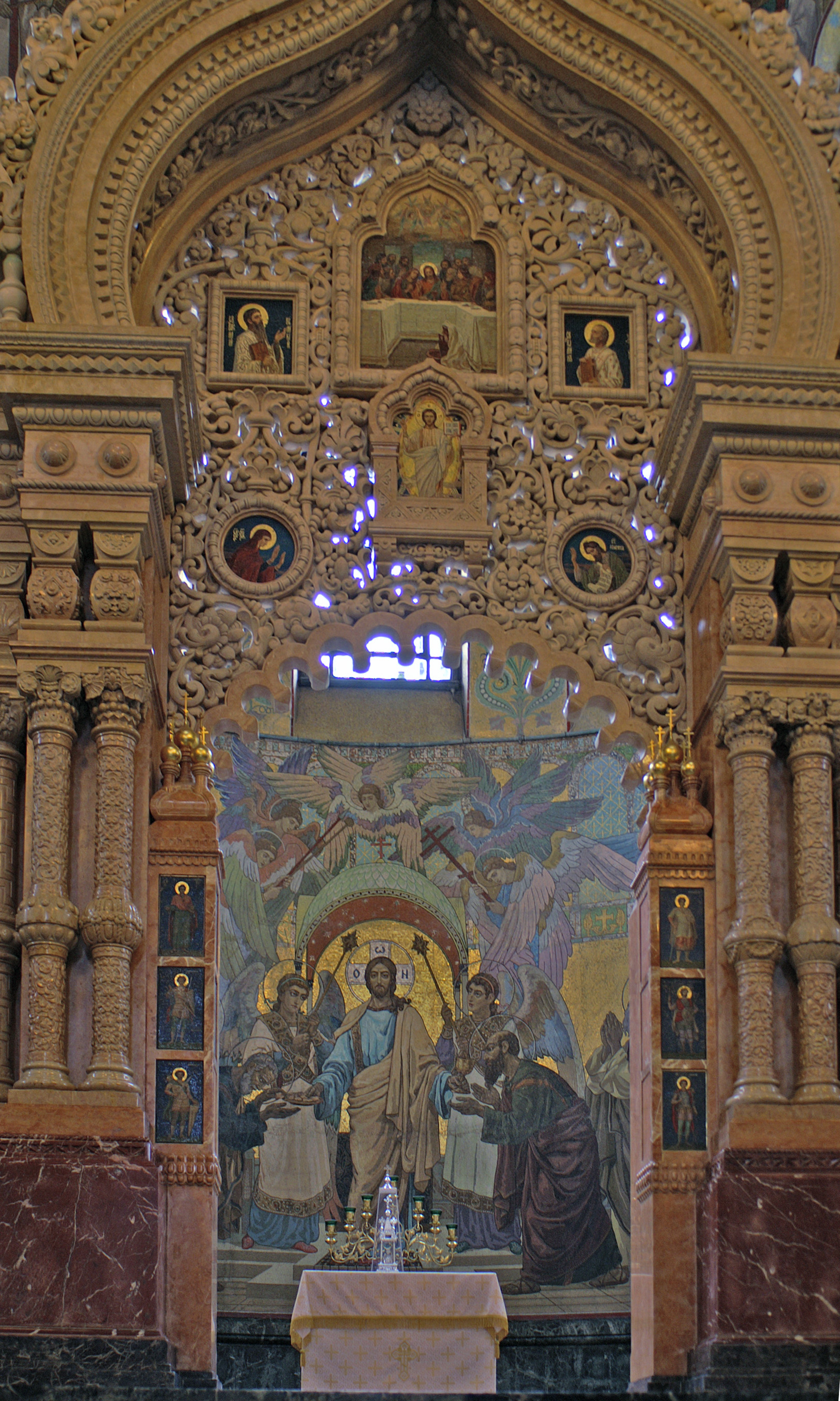
Un altar ortodox rusesc, St. Petersburg

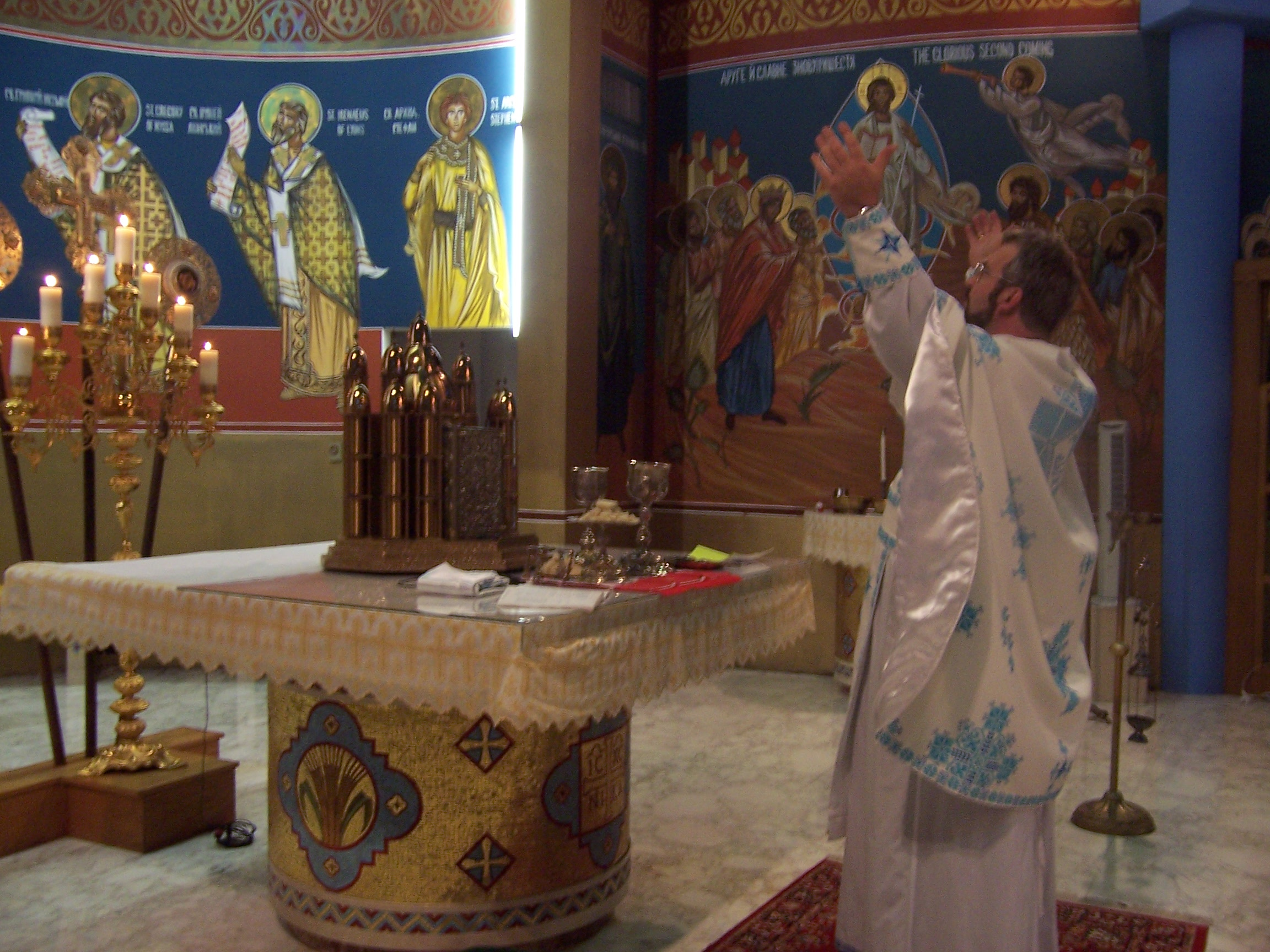
Săvârșirea invocării Duhului Sfânt într-un altar greco-catolic din Ucraina

În creștinism, altarul este cea mai importantă parte din biserică, de obicei având acces în el doar cinul monahal și bărbații cu binecuvântarea acestora. 
Altarul ornat este alături de o masă (mensa Domini) care simbolizează „Cina cea din urmă a lui Iisus”.
În credința creștină sacrificiul necesar divinității a fost făcut de Iisus care a fost răstignit pe cruce, răscumpărând astfel păcatele oamenilor.
În Biserica Ortodoxă, cel mai vechi altar creștin este considerat cel făcut de Sfântul Ilie pentru a-i întoarce pe oameni de la credința lui Baal (Cartea regilor 18:24-38). Altarul, alcătuit din 12 pietre pe care era așezat un vițel înconjurat de un șanț cu apă umplut de 4 găleți, reprezintă un altar creștin. Astfel cele 12 pietre ar putea reprezenta cei 12 Apostoli, care stau la baza bisericii, șanțul cu apă ar putea reprezenta învățătura creștină „umplută” de cei 4 Evangheliști iar vițelul sacrificat L-ar putea reprezenta pe Iisus Hristos care se sacrifică pentru Biserica Creștină. Într-un final peste altarul proorocului Ilie se revarsă foc din cer, care ar putea reprezenta Duhul Sfânt, care se revarsă în altar în timpul Sfintei Liturghii. Astfel proorocul Ilie este considerat în creștinism unul dintre cei mai mari prooroci ai lui Hristos.